# Franco Frassoldati
Franco Frassoldati (Módena, Italia, 2 de mayo de 1946-Buenos Aires, 19 de julio de 2022) fue un jugador italiano que jugó profesionalmente en Argentina en Chacarita Juniors y Estudiantes de La Plata.

## Características técnicas
Jugó como defensa central y lateral izquierdo. Hábil en la marca, también era capaz de volverse peligroso con sus incursiones de ataque.

## Carrera profesional

### Clubes
Franco Frassoldati nace en Italia en 1946, emigrando con su familia. Se forma en las inferiores de Racing Club, equipo en el que también jugó en la división de reserva. Frassoldati ingresó al primer equipo de Chacarita Juniors en 1967. Fue vendido por Racing a Chacarita junto con Ángel Bargas, como parte de la operación de mercado que llevó a Conrado Rabbito, delantero a Racing. Debutó en Chacarita a los 21 años de edad.

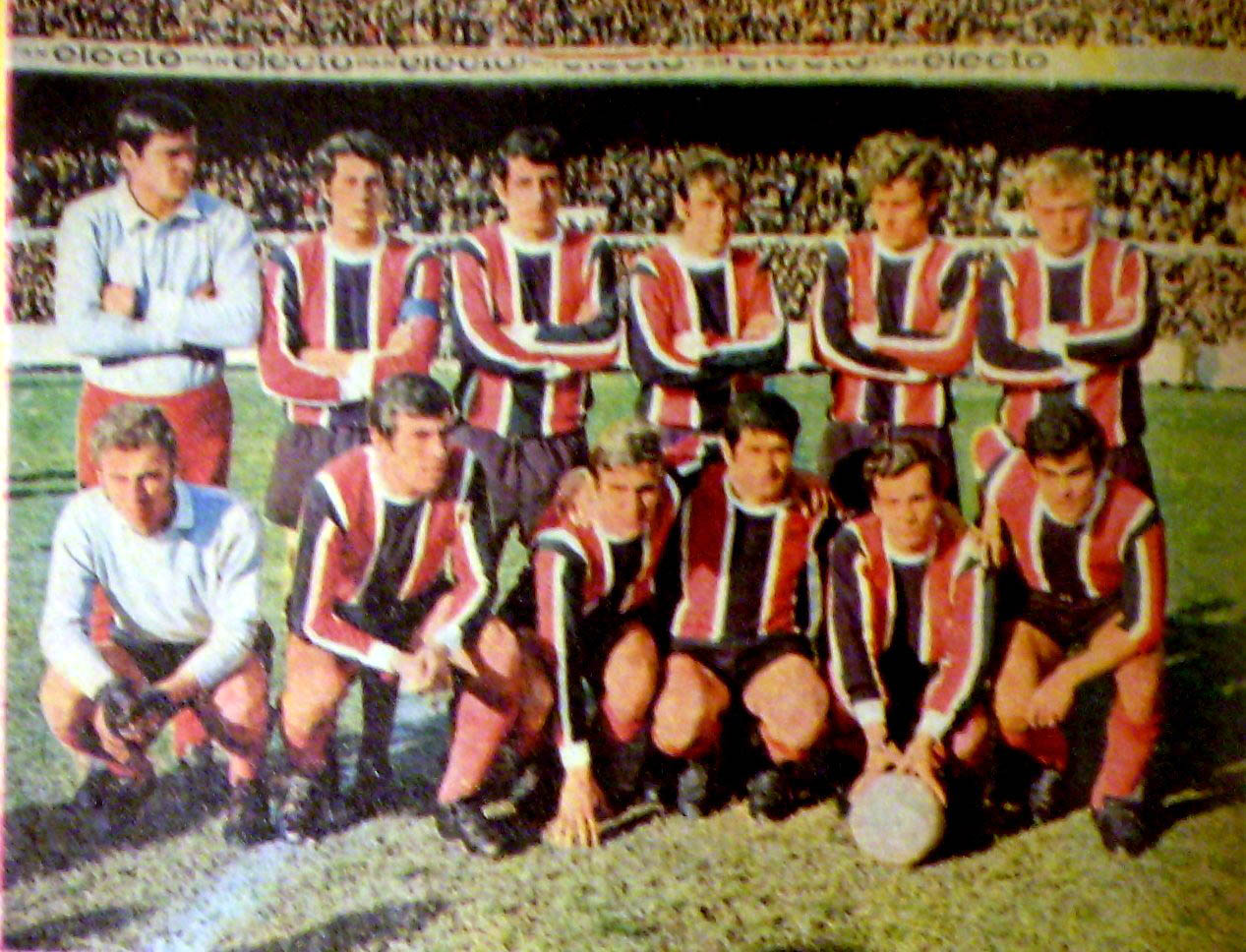
Conjunto del Club Chacarita Campeón de 1969.
Parados: Palacios (Arq. Supl.) Marcos, Puntorero, Recúpero, Orife, Neumann.
Agachados: Petrocelli, Pérez, Poncio, Gómez, Frassoldati y Bargas

Ganó el Campeonato Metropolitano de fútbol en 1969 con Chacarita. Jugó 24 partidos y marcó 3 goles, uno de estos goles lo marcó en la final ante River Plate. 
Disputó en 1971 la Copa Joan Gamper, donde Chacarita es invitado junto a Honved Futbol Club de Hungría y el Bayern Munich de Alemania.
Permaneció en Chacarita hasta 1974. Disputó con esa institución 278 encuentros.
Luego pasó a Estudiantes de La Plata, donde causó buena impresión, jugando como titular durante 3 temporadas (1975-1977; 122 cotejos). Fue dirigido en un primer período por Carlos Salvador Bilardo. Con el conjunto platense, el Tano alcanzó el subcampeonato en el Nacional 1975, clasificándose detrás del River del legendario Ángel Labruna.
Saltó al campo en 4 partidos de la Copa Libertadores de 1976 con el equipo de La Plata . Tiene 396 apariciones y 36 goles en la Primera División de Argentina. También poseía nacionalidad argentina.
Durante su carrera también fue convocado para afrontar compromisos con la selección argentina.

Franco Frassoldati falleció el 19 de julio de 2022 en Buenos Aires a la edad de 77 años. Sus restos fueron depositados el 20 de julio en el cementerio de la Chacarita.

## Palmarés
| Título                          | Club                            | País      | Año  |
| ------------------------------- | ------------------------------- | --------- | ---- |
| Campeón Metropolitano de fútbol | Club Atlético Chacarita Juniors | Argentina | 1969 |